# Януйтис, Йонас Йонович
Йонас Йонович Януйтис (лит. Jonas Januitis, 24 ноября 1925, Кивиляй Акмянской волости — 15 апреля 2003, Вильнюс) — советский хозяйственный, государственный и политический деятель.

## Биография
Родился в 1925 году в селе Кивиляй. Член КПСС с 1945 года.
Участник Великой Отечественной войны, боец 167-го стрелкового полка 16-й стрелковой дивизии (1942—1944), разведчик-партизан Кестутисского советского партизанского отряда. Награжден медалью «За отвагу». В 1947 году окончил Центральную комсомольскую школу при ЦК ВЛКСМ.
С 1947 года — на хозяйственной, общественной и политической работе. В 1947—1987 годах — комсомольский работник, главный редактор газеты „Komjaunimo tiesa“, председатель радиокомитета Совета Министров Литовской ССР (1953—1957), председатель Комитета по радио и телевидению Совета Министров Литовской ССР (1957—1987). Избирался депутатом Верховного Совета Литовской ССР 6—11-го созывов (1963—1990). В 1964—1989 годах был членом ЦК Литовской компартии; в 1989 году не поддержал отделения Литовской компартии от КПСС. 
Написал книгу воспоминаний „Užvakar ir šiandien: 35 metai eterio tarnyboje“ (1998). 
Умер в Вильнюсе в 2003 году.